# تویین تویین
تویین تویین (به انگلیسی: Twin Twin) گروه موسیقی فرانسوی است.
آن ها در مسابقه آواز یوروویژن ۲۰۱۴ نماینده فرانسه بودند.